# تربية علاجية
التربية العلاجية (بالفرنسية: Orthopédagogie)‏، هي تسمية أُعتمدت في فرنسا للتعبير عن علم التربية الخاص الذي يتم الاعتماد عليه في التعامل مع الأطفال الذين يواجهون صعوبات ومعوقات في حياتهم. 
التربية العلاجية مصطلح يصف  نهج تربوي وعلاجي يستخدم لمساعدة الأفراد الذين يعانون من صعوبات في التعلم أو السلوك أو الاندماج الاجتماعي أو النمو الشخصي. يهدف العلاج العلاجي إلى تحقيق التوازن والاستقلالية والتطور النفسي والاجتماعي للفرد. يشمل هذا النهج استخدام الأنشطة والتدخلات التعليمية والعلاجية المصممة خصيصًا لتلبية احتياجات الفرد.

## الهدف
تهدف التربية العلاجية إلى تقديم الدعم والمساعدة للأفراد الذين يعانون من صعوبات نفسية أو اجتماعية أو تعليمية من خلال استخدام الأنشطة التعليمية والإبداعية. وتشمل أهداف التربية العلاجية:
1. تعزيز التنمية الشخصية والاجتماعية: من خلال تعلم المهارات الاجتماعية وتعزيز الثقة بالنفس وتحسين التواصل والتعامل مع الآخرين.
2. تحسين الصحة العقلية والعاطفية: من خلال التعامل مع التوتر والقلق والاكتئاب وتعزيز الصحة النفسية والعاطفية.
3. تحسين المهارات التعليمية: من خلال تعزيز التركيز والانتباه وتحسين الذاكرة والمهارات اللغوية والرياضية.
4. تعزيز التحفيز والانخراط: من خلال تقديم أنشطة محفزة وممتعة تشجع الأفراد على المشاركة والتعلم.
5. تعزيز الاندماج الاجتماعي: من خلال تعزيز المشاركة في المجتمع وتحسين العلاقات الاجتماعية.
6. تحسين التواصل والتفاعل: من خلال تحسين المهارات اللفظية وغير اللفظية وتحسين القدرة على التفاعل مع الآخرين.
تحقيق هذه الأهداف يساعد الأفراد على تحسين جودة حياتهم وتحقيق نمو شخصي واجتماعي أفضل.

## جمهور الهدف
تستهدف التربية العلاجية عادة الأشخاص الذين يعانون من صعوبات تنموية أو اضطرابات في النمو أو السلوك. وتشمل هذه الأشخاص:
- الأطفال ذوي الاحتياجات الخاصة، مثل الأطفال ذوي التوحد أو صعوبات التعلم أو اضطراب نقص الانتباه وفرط النشاط (ADHD) أو اضطراب طيف التوحد.
- الأشخاص الذين يعانون من اضطرابات النمو العقلي أو الجسدي.
- الأشخاص الذين يعانون من اضطرابات السلوك أو العاطفة.
- الأشخاص الذين يعانون من اضطرابات الأكل أو النوم.
- الأشخاص الذين يعانون من الإصابة الدماغية أو الأمراض العصبية.
- الأشخاص الذين يعانون من الصعوبات النفسية أو الاجتماعية، مثل الاكتئاب أو القلق أو صعوبات التواصل الاجتماعي.
- الأشخاص الذين يعانون من الإدمان على المخدرات أو الكحول أو القمار.
- كبار السن الذين يعانون من صعوبات في الحفاظ على الاستقلالية والمشاركة في الأنشطة الحياتية اليومية.
تعد التربية العلاجية من الأدوات التي تستخدمها المدرسة لمساعدة الطلاب الذين يواجهون صعوبات في التعلم والتكيف في البيئة المدرسية. وفي الخصوص.

## دور التربية العلاجية في المدارس
1- التحقق من وجود أي اضطرابات تعليمية أو طبية لدى الطلاب، ومن ثم العمل على تقييم احتياجاتهم وتوفير الدعم اللازم.
2- مساعدة الطلاب على تحسين مهاراتهم العقلية والجسدية، وتعزيز الثقة بالنفس، وبناء الحس الاجتماعي.
3- تقديم التدريب اللازم للطلاب الذين يحتاجون إلى دعم خاص لتحقيق مهارات حياتية مهمة مثل: إدارة الوقت، والعمل الجماعي، وحل المشكلات.
4- تحسين قدرات الطلاب في التفكير والتعلم المعرفي والمهارات اللغوية، وذلك من خلال توفير الأنشطة والألعاب التعليمية الخاصة.
5- مساعدة الطلاب في تجاوز المشكلات النفسية التي يواجهونها، وتوفير الدعم النفسي والعاطفي اللازم.
6- تقديم العلاج الفردي أو الجماعي للطلاب الذين يعانون من مشاكل عاطفية أو نفسية، ومساعدتهم في التغلب على هذه المشاكل وتحسين جودة حياتهم.
بشكل عام، تمثل التربية العلاجية في المدرسة أحد الأدوات الأساسية التي تساعد في تعزيز جودة التعليم وتحسين تجربة الطلاب في المدارس. وتساهم التربية العلاجية بشكل كبير في تحسين الأداء الأكاديمي والاجتماعي والنفسي للطلاب.

## الأنشطة المستخدمة في العلاج التربوي
تم تصميم التعليم العلاجي لمساعدة الطلاب الذين يعانون من المهارات الأكاديمية أو المجالات الدراسية. تختلف الأنشطة المستخدمة في التعليم العلاجي حسب احتياجات الطالب الخاصة، ولكنها قد تشمل:
1. التدريس الفردي: تعليمات مخصصة تستهدف الاحتياجات التعليمية المحددة للطالب.
2. تعليم مجموعات صغيرة: التعلم التفاعلي في مجموعة صغيرة، حيث يمكن للطلاب التعاون والتعلم من بعضهم البعض.
3. المراجعة والممارسة: مراجعة وممارسة المواد التي تم تعلمها مسبقًا لتعزيز الفهم والاحتفاظ.
4. التعليم المتمايز: طرق التدريس والمواد التي تم تصميمها لتناسب احتياجات التعلم الفردية وأنماط الطلاب.
5. التكنولوجيا المساعدة: أدوات مثل برامج تحويل النص إلى كلام، وبرامج التعرف على الكلام، والتطبيقات التعليمية التي تساعد الطلاب على التغلب على حواجز التعلم.
6. التعليم المباشر: التدريس المنهجي والصريح لمهارات أو مفاهيم محددة.
7. التدريس متعدد الحواس: طرق التدريس التي تشرك الحواس المتعددة لتعزيز فهم المواد واستبقائها.
8. علاج اللغة والكلام: تدخلات مصممة لتحسين مهارات اللغة والكلام للطلاب الذين يعانون من صعوبات في التواصل.
9. إدارة السلوك: استراتيجيات لمعالجة القضايا السلوكية التي قد تؤثر على قدرة الطالب على التعلم.
10. تعليم المهارات الحياتية: تدريس المهارات الأساسية مثل إدارة الوقت والتنظيم والمهارات الاجتماعية
5. تعزيز التفكير النقدي والإبداع: تشجع الأنشطة التربوية التلاميذ على التفكير النقدي والإبداع في حل المشكلات واكتشاف أفكار جديدة. هذا يساعد على تطوير مهارات التفكير النقدي والإبداعية لدى الطلاب.
بشكل عام، الأنشطة التربوية تعزز التعلم الشامل والتطور الشخصي للتلاميذ، وتعزز التفاعل والتعاون والمشاركة النشطة في عملية التعلم.